# Улица Сухэ-Батора (Иркутск)
Улица Сухэ́-Ба́тора (бывшая Кремлёвская, Ти́хвинская, Кра́сной Звезды́) — улица в Правобережном округе города Иркутска, одна из центральных и старейших улиц города. Расположена в историческом центре между параллельными ей улицами Ленина и Пролетарская, начинается от пересечения с Нижней набережной, заканчивается пересечением с улицей Карла Маркса.

## История
Прежнее название — Тихвинская — связано с располагавшейся поблизости Тихвинской церковью. С улицей связаны события XIX века, когда по распоряжению Сибирского губернатора И. Б. Пестеля производилось «спрямление» иркутских улиц. Специально нанятые бригады топорами и пилами восстанавливали красную линию улицы, отрубая выступавшие за неё части домов.
В 1965 году улица Красной Звезды переименована в честь Сухэ-Батора.
В 2008 году был проведён ремонт улицы Сухэ-Батора.
В 2009 году на улице Сухэ-Батора появились аншлаги с её историческим названием.
26 сентября 2012 года в сквере на пересечении улиц Сухэ-Батора и Горького был установлен памятник первому губернатору Иркутской области Юрию Ножикову.

## Общественный транспорт
Улица Сухэ-Батора является одной из транспортных артерий города, по ней осуществляют движение автобусы, троллейбусы и маршрутные такси.

## Здания и сооружения
Нечётная сторона
- 1 — Римско-католический костёл.
- 3 — штаб-квартира ОАО «Иркутскэнерго».
- 5 — Биолого-почвенный факультет Иркутского государственного университета.
- 7 — гостиница «Ангара».
- 9 — Гуманитарно-эстетический факультет Восточно-Сибирской государственной академии образования.
- 11 — Дом Вульфа Давыдовича Храмченко (нач. XX века), бывшая гостиница «Коммерческое подворье»[6].

Чётная сторона
- 2 — Спасская церковь.
- 4 — штаб-квартира ООО «Востсибуголь».
- 10 — Дом журналистов.